# NGC 3088
NGC 3088 (również PGC 28997 lub UGC 5384) – galaktyka soczewkowata (S0), znajdująca się w gwiazdozbiorze Lwa. Odkrył ją William Herschel 12 marca 1784 roku.